# Miroirs
Miroirs ('Speglar') är Maurice Ravels pianosvit om fem stycken, som han komponerade 1904-05. Varje sats tillägnades en medlem i gruppen Les Apaches, som också Ravel tillhörde. 
Två av satserna orkestrerades av honom själv (Une barque sur l'océan, 1906, och Alborada del gracioso, 1919).
- Noctuelles (Nattflyn) - tillägnad poeten Léon-Paul Fargue
- Oiseaux tristes (Sorgsna fåglar) - tillägnad pianisten Ricardo Viñes, som uruppförde hela pianosviten
- Une barque sur l'océan (En båt på oceanen) - tillägnad konstnären Paul Sordes
- Alborada del gracioso (Narrens morgonsång) - tillägnad författaren och musikkritikern M. D. Calvocoressi.
- La vallée des cloches (Klockornas dal) - tillägnad tonsättaren Maurice Delage (Ravels första pianoelev).